# Abraham de Crousaz
Abraham de Crousaz, né en 1629 et mort le 28 février 1710 à Lausanne, est une personnalité politique et militaire ainsi qu'un architecte vaudois.

## Biographie
Lieutenant du bailliage de Lausanne pendant la domination bernoise, il s'occupe en particulier des travaux de génie civil de la région dont il établit une carte dès 1673. Comme architecte, il est le créateur de l'hôtel de ville de Lausanne sur la place de la Palud entre 1673 et 1675.
Abraham de Crousaz participa à la première bataille de Villmergen le 24 janvier 1656 avec le grade de colonel.

## Source
- Marcel Grandjean, « Crousaz, Abraham de » dans le Dictionnaire historique de la Suisse en ligne, version du 2 septembre 2009.
- Notices d'autorité :   - VIAF
  - GND